# Tadeusz Kozłowski (dziennikarz)

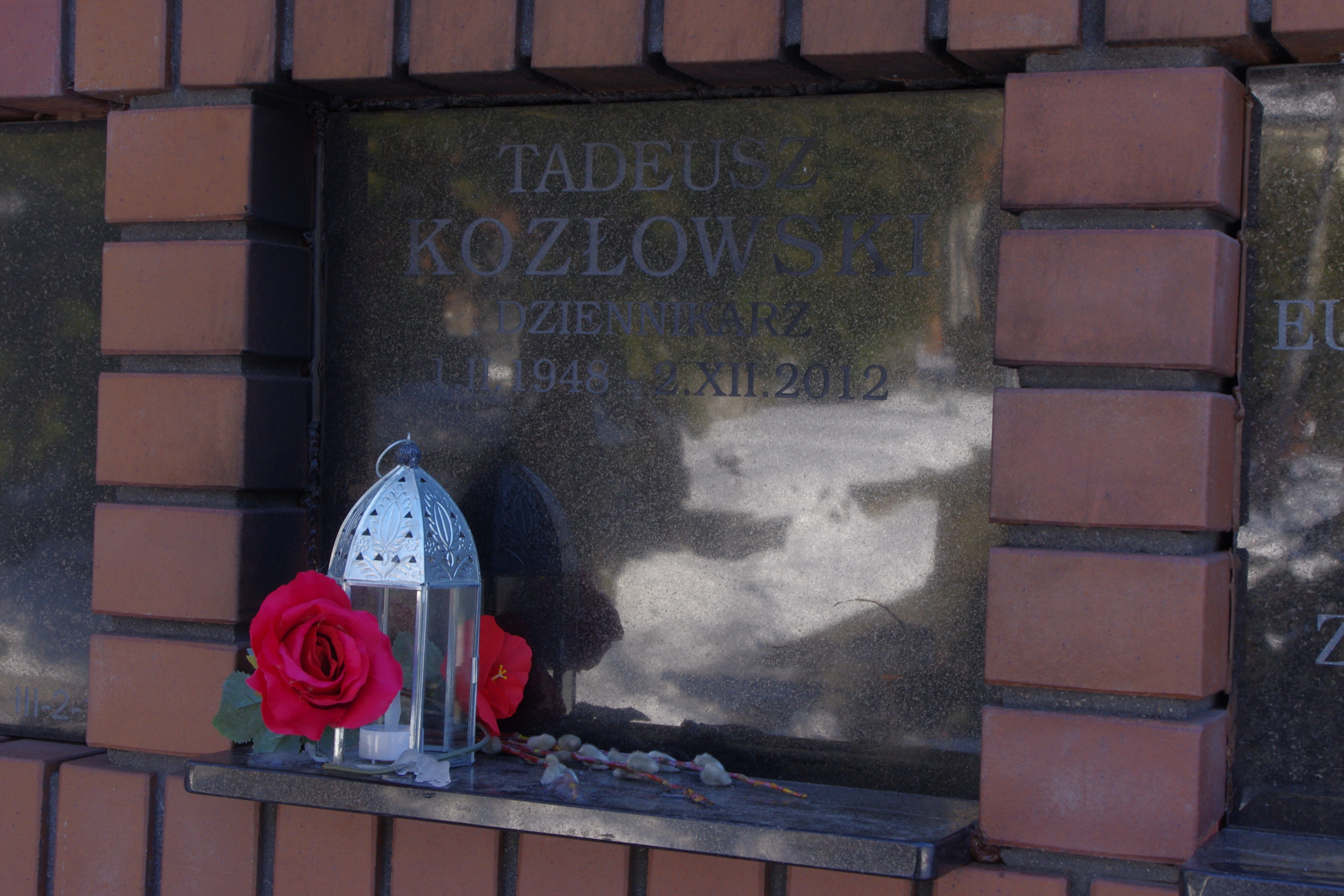
Grób dziennikarza Tadeusza Kozłowskiego (1948-2012) na cmentarzu Powązkowskim w Warszawie

Tadeusz Kozłowski (ur. 1 lutego 1948, zm. 2 grudnia 2012) – polski dziennikarz, wicedyrektor Programu Drugiego TVP i szef redakcji kulturalnej.
Wicedyrektorem TVP2 był w latach 80. XX wieku. Współtworzył takie programy jak: Pegaz, Kawa czy herbata, Pytanie na śniadanie oraz transmisje z 20 kolejnych finałów Wielkiej Orkiestry Świątecznej Pomocy i Przystanku Woodstock. 
Pochowany na cmentarzu Powązkowskim w Warszawie.